# Monaco Media Diffusion
Monaco Média Diffusion (MMD) es la empresa nacional monegasca responsable de la retransmisión de las señales de radio y televisión en las frecuencias asignadas por la Unión Internacional de Telecomunicaciones (UIT) al Principado de Mónaco. 

## Historia
La compañía se crea en 1994 como sociedad anónima entre el gobierno monegasco (49%) y el grupo TDF (51%) con el nombre de Monte-Carlo Radiodiffusion (MCR), El nombre cambia a Monaco Média Diffusion (MMD) en 2016 tras la adquisición por parte del gobierno monegasco del 2% de las acciones del grupo público francés y hacerse con el control el Principado.
MMD preside el grupo GRMC (Groupement de Radiodiffusion monégasque). Este grupo representa al Principado de Mónaco en la EBU/UER (Unión Europea de Radiodifusión).

## Centros Emisores
Monaco Média Diffusion (MMD) tiene capacidad para transmitir al Principado de Mónaco y a la región de Provenza-Alpes-Costa Azul. Incluso su señal radiofónica puede llegar al resto de Francia, Italia, Europa del Este, península ibérica o Magreb a través de potentes emisores de Onda Media.
MDD dispone de emisores en:
- Cuatro emisores dentro de la ciudad de Montecarlo.
- Centro emisor Mont Agel (municipio de Peille, Francia).
- Centro emisor La Madone (municipio de Peille, Francia).
- Centro emisor Tête de Chien (municipio de La Turbie, Francia).
- Centro emisor de Roumoules (Francia).

Desde dichos emisores se emite en FM, Onda Media, Onda Larga y DAB+. En 2017 empezaron las emisiones en DVB-T (MPEG-4 HD) para una zona comprendida entre Ventimiglia (Italia) y Fréjus (Francia).